# Кировградская металлургическая компания
Кировградская металлургическая компания — металлургический завод, основанный АО Верхисетских горных и механических заводов в 1914 году на территории современного города Кировграда Свердловской области.

## История создания
В 1812 году около реки Калатинки была найдена медная руда.

### Калатинский медеплавильный завод
В 1911 году было принято решение о строительстве на базе Карпушихинского и Белореченского месторождений перерабатывающего Калатинского медеплавильного завода.
Завод был построен и запущен 1 мая 1914 года на средства АО Верхисетских горных и механических заводов. Построена железная дорога до станции Шурала, Карпушихинского рудника, Белореченской аглофабрики. В ноябре 1917 года завод и рудники были остановлены и до 1922 года находились на консервации. В 1918 году завод был национализирован.
Завод был запущен вновь, а день выплавки первой партии меди 5 мая 1922 года стал считаться днём рождения советской цветной металлургии. В 1933 году запущена обогатительная фабрика. Извлечение концентрата меди из руды возросло до 80-85 %, цинка до 40-50 %, а проплав шихты стал доходить до 105 кубических метров в сутки.

### Кировградский медеплавильный завод
В 1935 году завод стал именоваться как Кировградский медеплавильный завод. Руда доставлялась с Лёвихинского и Карпушихинского рудников.
В годы Великой Отечественной войны завод выпускал дымовые смеси, аккумуляторную серную кислоту, снаряды для «Катюши», спецматериалы, медь, кислоты, контактные массы для сернокислотных цехов.

### Кировградский медеплавильный комбинат
В 1957 образуется Кировградский медеплавильный комбинат, объединив горное, металлургическое и химическое производства. 7 февраля 1992 года на базе комбината создано ТОО «Кировградский медеплавильный комбинат», а в октябре 1993 года — АОО «Кировградский медеплавильный комбинат».

### Кировградская металлургическая компания
1 августа 1996 году созданы дочерние компании — 3АО «Кировградская медеплавильная компания», «Кировградская горнорудная компания», «Производственный экологический комплекс». В 1999 году ЗАО «Кировградская металлургическая компания» вошло в металлургический холдинг Уральскую горно-металлургическую компанию (УГМК).

## Оборудование завода
В литейном цехе были поставлены две ватержакетные (шахтные) печи, два 15-тонных вертикальных конвертера и шлейзофельная печь для огневого рафинирования меди. Руду, кокс, шихтовые материалы подавали по деревянной эстакаде в вагонетках Коппаса конной тягой до 1915 года, а с 1915 года — электрической в 5-секционный бункер. На рудный двор сырье доставлялось гужевым транспортом и вручную загружалось в совки.
В 1925 году запущена вторая шахтная печь и ещё один конвертер.
К 1940 году были сооружены отражательная печь, три 40-тонных конвертера, прямолинейная разливочная машина, установки по получению серной и соляной кислот.
В 1970—1980-е годы были установлены 80-тонные мостовые краны, механизирована загрузка в печь, установлены миксер (200 т) и вторая машина по разливу крупногабаритных слитков, организовано извлечение олова в черновую бронзу, проводилась переработка отвальных шлаков. К 1992 году построены и запущены в эксплуатацию: расширенные газоочистки шахтных печей, обеспечивающие тонкую очистку газов от трёх шахтных печей и улавливание тонкой окиси цинка; установка очистки конвертерных газов; воздухоподогреватель для подогрева воздушного дутья шахтных печей до 350°С, подстанция, компрессорная, оборотное водоснабжение на 40 тысяч кубических метров в сутки, очистные сооружения, шламоотстойник на Лёвихинском руднике, станция нейтрализации на Белореченском руднике.

## Руководители завода
В разные годы комбинатом руководили:
- Н. Н. Чекасин
- А. Т. Дробченко

## Награды
За свои достижения коллектив завода был награждён:
- 1972 — Орден Трудового Красного Знамени в честь 50-летия комбината.

## Продукция
В конце 1960-х -середине 1970-х годов был освоен выпуск цинковых концентратов, хлорсульфоновой кислоты, контактной массы СВД, применение технологий пироселекции медно-цинковых материалов переработки редкометалльных пылей, расширение номенклатуры изделий.
В настоящее время комбинат производит черновую медь в форме слитков массой 0,8-1,45 тонн; окись цинка техническая, содержащая, олово, свинец; аккумуляторную кислоту высшего сорта; катализатор ванадиевый СВД с активностью до 85-89 %, в форме гранул диаметром 5-6,5 мм; купорос цинковый одноводный в форме гранул.
| Год       | Выпуск медной руды, в тысячах тонн | Выпуск черновой меди, в тысячах тонн | Выпуск серной кислоты, в тысячах тонн | Выпуск аккумуляторной кислоты, в тысячах тонн | Выпуск меди в медном концентрате, в тысячах тонн | Выпуск цинка в цинковом концентрате, в тысячах тонн | Выпуск серы в пиритном концентрате, в тысячах тонн |
| --------- | ---------------------------------- | ------------------------------------ | ------------------------------------- | --------------------------------------------- | ------------------------------------------------ | --------------------------------------------------- | -------------------------------------------------- |
| 1914      | 106,022                            | 1,181                                |                                       |                                               |                                                  |                                                     |                                                    |
| 1915      | 146,948                            | 1,993                                |                                       |                                               |                                                  |                                                     |                                                    |
| 1916      | 243,895                            | 2,164                                |                                       |                                               |                                                  |                                                     |                                                    |
| 1917-1921 | 0                                  | 0                                    | 0                                     | 0                                             | 0                                                | 0                                                   | 0                                                  |
| 1922      | 11,012                             | 1,2                                  |                                       |                                               |                                                  |                                                     |                                                    |
| 1923      | 14,481                             | 2,063                                |                                       |                                               |                                                  |                                                     |                                                    |
| 1924      | 106,972                            | 2,993                                |                                       |                                               |                                                  |                                                     |                                                    |
| 1925      | 180,296                            | 3,008                                |                                       |                                               |                                                  |                                                     |                                                    |
| 1926      | 161,867                            | 2,773                                |                                       |                                               |                                                  |                                                     |                                                    |
| 1927      | 191,924                            | 4,07                                 |                                       |                                               |                                                  |                                                     |                                                    |
| 1928      | 174,28                             | 6,29                                 |                                       |                                               |                                                  |                                                     |                                                    |
| 1930      | 257,977                            | 11,943                               |                                       |                                               |                                                  |                                                     |                                                    |
| 1932      | 238,148                            | 6,908                                |                                       |                                               |                                                  |                                                     |                                                    |
| 1937      | 790,748                            | 22,614                               | 39,375                                |                                               | 54,905                                           | 6,931                                               | 7,988                                              |
| 1940      | 1120,186                           | 26,124                               | 61,518                                |                                               | 7,37                                             | 3,427                                               | 21,939                                             |
| 1941      | 1249,298                           | 29,470                               | 73,857                                |                                               | 7,368                                            | 2,775                                               | 25,984                                             |
| 1942      | 364,668                            | 22,171                               | 66,054                                | 1,091                                         | 3,656                                            | 0,326                                               | 10,369                                             |
| 1943      | 375,508                            | 18,092                               | 70,579                                |                                               | 3,498                                            |                                                     | 17,040                                             |
| 1944      | 34,357                             | 14,246                               | 77,281                                |                                               | 2,958                                            |                                                     | 27,601                                             |
| 1945      | 365,474                            | 13,688                               | 65,543                                |                                               | 2,735                                            |                                                     | 26,105                                             |
| 1950      | 567,225                            | 25,411                               | 121,56                                | 1,244                                         | 3,746                                            |                                                     | 31,358                                             |
| 1955      | 667,354                            | 28,661                               | 188,325                               | 1,853                                         | 6,791                                            |                                                     | 44,288                                             |
| 1960      | 791,86                             | 50,566                               | 220,157                               | 2,058                                         | 7,406                                            | 6,068                                               | 91,233                                             |
| 1965      | 755,641                            | 86,833                               | 245,893                               | 2,589                                         | 14,595                                           | 3,023                                               | 84,843                                             |
| 1970      | 819,707                            | 109,991                              | 275,058                               | 2,553                                         | 14,194                                           | 1,926                                               | 80,335                                             |
| 1975      | 860,083                            | 141,869                              | 298,850                               | 2,522                                         | 17,045                                           | 6,199                                               | 60,482                                             |
| 1980      | 637,102                            | 154,545                              | 256,879                               | 3,098                                         | 10,94                                            | 4,164                                               | 41,372                                             |
| 1985      | 503,37                             | 166,967                              | 138,0                                 | 3,159                                         | 8,021                                            | 1,194                                               | 29,675                                             |
| 1990      | 508,023                            | 149,543                              | 142,0                                 | 3,057                                         | 9,457                                            | 2,69                                                | 28,158                                             |
| 1991      | 378,01                             | 114,764                              | 132,607                               | 2,881                                         | 7,316                                            | 2,882                                               | 21,799                                             |
| 1995      | 87,72                              | 41,873                               | 44,84                                 | 1,504                                         | 4,201                                            |                                                     | 3,819                                              |
| 1996      | 131,191                            | 39,461                               | 28,56                                 | 0,976                                         | 5,709                                            | 0,144                                               | 9,939                                              |
| 1997      |                                    | 50,483                               | 8,395                                 | 0,455                                         | 2,765                                            |                                                     | 3,471                                              |
| 1998      |                                    | 50,511                               |                                       | 0,21                                          | 2,097                                            |                                                     |                                                    |
| 1999      |                                    | 56,234                               |                                       |                                               | 2,549                                            |                                                     |                                                    |